# Exel Industries
Exel Industries er en fransk producent af jordbrugsmaskiner med hovedkvarter i Épernay. De har specialiseret sig i plantebeskyttelse, men fremstiller også roeoptagere og såmaskiner. Virksomheden blev etableret i 1987 og børsnoteret i 1997.